# Õnnelik korterikriisi lahendus
Õnnelik korterikriisi lahendus (zu deutsch Glückliche Lösung einer Wohnungskrise) ist der Titel eines estnischen Stummfilms aus dem Jahr 1924. Er wurde auch unter dem Namen Korterikriis („Die Wohnungskrise“) bekannt.

## Film
Regisseur des Kurzfilms war der estnische Filmpionier Konstantin Märska. Die Hauptrolle spielte der estnische Ringer und Olympiasieger Eduard Pütsep. In der Rolle des Polizisten ist der Gewichtheber Kalju Raag zu sehen. Beide Sportler spielen auch in dem ein Jahr später gedrehten estnischen Drama Tšeka komissar Miroštšenko (Regie: Paul Sehnert) mit.
Die Komödie hatte am 12. Dezember 1924 Premiere. Der Film gilt als verschollen. Allerdings sind eine Zusammenfassung und Standfotos erhalten.

## Handlung
Die estnische Hauptstadt Tallinn an einem Sommermorgen. In seiner Behausung schläft der Vagabund Shimmy seinen friedlichen Morgenschlaf. Von der Decke tropft Wasser in Shimmys Bett. Die zornige Wirtin stürmt ins Zimmer und fordert die ausstehenden Mietzahlungen. Da Shimmy nicht zahlen kann, wirft sie ihn raus.
Auf der Suche nach einer neuen Bleibe streunt Shimmy durch die Stadt. Er entdeckt eine große Mülltonne, die ihm als Behausung dient. Dort macht ein Zeitungsjunge Pause, um sich eine Zigarette anzuzünden. Shimmy stibitzt ihm das Blatt, wird aber von einem Polizisten gefasst. Der Polizist will Shimmy auf die Wache bringen, aber ihm gelingt die Flucht. Der Polizist setzt Shimmy vergeblich nach.
In der gestohlenen Zeitung liest Shimmy eine Anzeige, die sein Leben verändert: er trifft sich mit Fräulein Elly, die den Vagabunden mit nach Hause nimmt. Abends liegt Shimmy bereits in ihren Armen.